# Lynchia bicorna
Lynchia bicorna är en tvåvingeart som beskrevs av Ferris 1927. Lynchia bicorna ingår i släktet Lynchia och familjen lusflugor. Inga underarter finns listade i Catalogue of Life.